# Jonnie and Brookie
Jonnie and Brookie är en amerikansk kristen tjejpopgrupp, ursprungligen från Gilbert, Arizona. Gruppen är mest känd för att de vann Radio Disney N.B.T. (Next Big Thing) 2009 och för uppträdandet på Disney Channel Summer at Seas.

## Diskografi
| Datum             | Titel                 | Skivbolag   |
| ----------------- | --------------------- | ----------- |
| December 2000     | No Snow for Christmas | (oberoende) |
| April 2002        | Let Freedom Ring      | (oberoende) |
| 2004              | Make a Difference     | (oberoende) |
| 2005              | Just Having Fun       | (oberoende) |
| 2007              | What Girls Like       | (oberoende) |
| September 2, 2008 | For Better            | (oberoende) |
| November 21, 2009 | This One's for You    | (oberoende) |
| October 11, 2010  | Love Is Calling       | (oberoende) |